# Дитшайд
Дитшайд (нем. Ditscheid) — община в Германии, в земле Рейнланд-Пфальц. 
Входит в состав района Майен-Кобленц. Подчиняется управлению Фордерайфель.  Население составляет 264 человека (на 31 декабря 2010 года). Занимает площадь 4,48 км².